# Milseburg

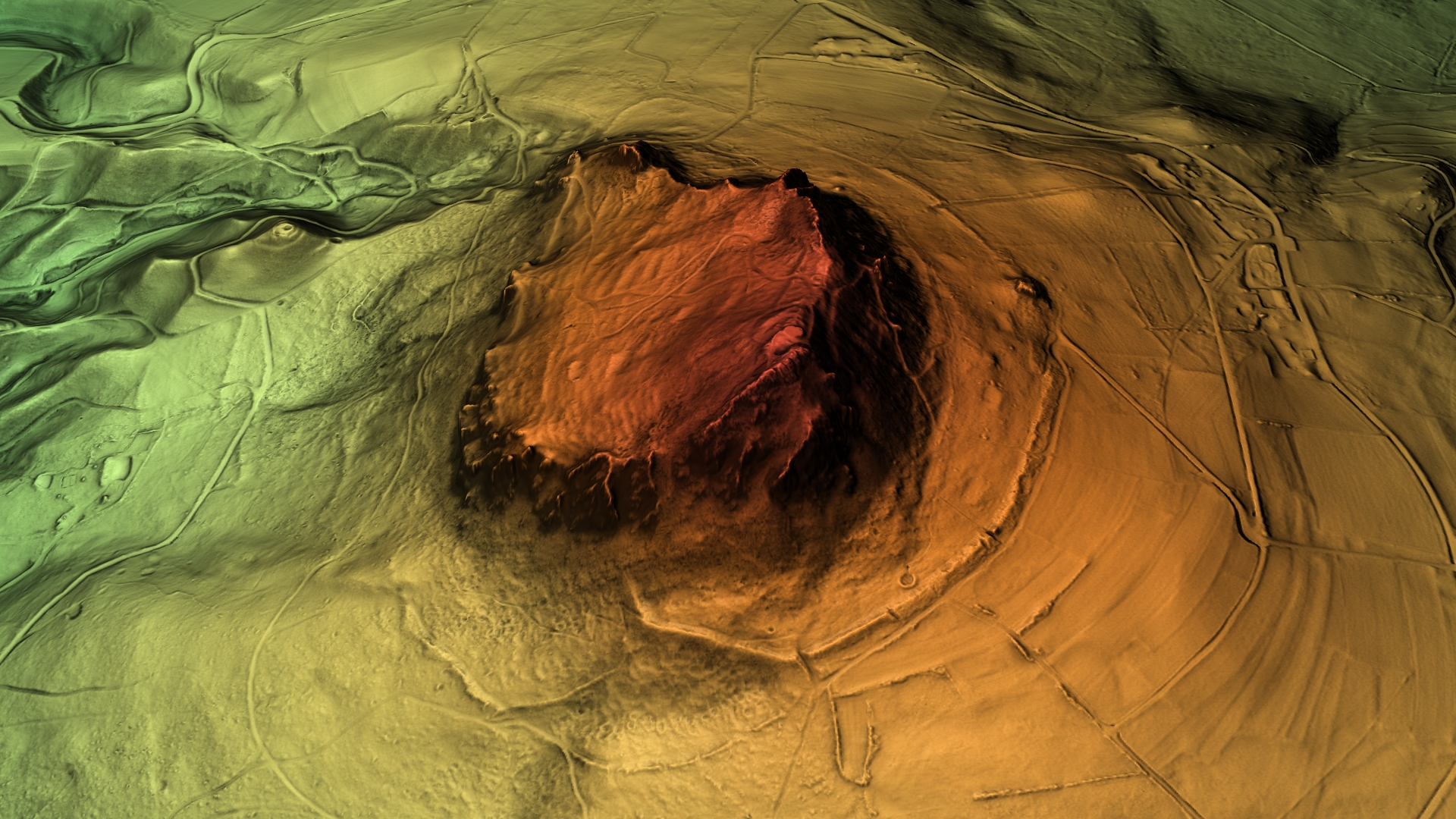
3D-Ansicht des digitalen Geländemodells

Die Milseburg ist ein 835,2 m ü. NHN hoher Berg in der Rhön. Er liegt bei Danzwiesen in der Gemeinde Hofbieber im hessischen Landkreis Fulda (Deutschland).
Auf dem Berg befinden sich Reste des Oppidums Milseburg, die Gangolfskapelle, die Milseburghütte und das Justus-Schneider-Denkmal. Auf dem Nordwestsporn Liedenküppel liegen Reste der Burg Milseburg.

## Geographie

### Lage
Die Milseburg ist die höchste Erhebung der Kuppenrhön. Sie erhebt sich im Naturpark Hessische Rhön und im Biosphärenreservat Rhön zwischen den zur Gemeinde Hofbieber gehörenden Ortsteilen Danzwiesen im Osten, zu dessen Gemarkung er gehört, und Kleinsassen im Westnordwesten sowie dem Hilderser Ortsteil Oberbernhards im Nordnordosten. Etwa 16 km (Luftlinie) westlich liegt Fulda, die weithin größte Stadt der Region.
Nachbarberge der Milseburg sind die etwa 1,5 km nördlich liegende Oberbernhardser Höhe (660,9 m) mit der Quelle des Scheppenbach-Zuflusses Dörmbach, der 1,2 km südöstlich gelegene Bubenbader Stein (758,8 m), der 2,9 km südlich befindliche Teufelstein (729,4 m) mit dem Quellgebiet der Bieber und der 1,9 km südwestlich liegende Stellberg (727,4 m). Nordwestliche Nebenkuppe der Milseburg ist der 0,6 km entfernte Liedenküppel (647,8 m), an dem der Mambach-Zufluss Hummelborngraben entspringt.

### Naturräumliche Zuordnung
Die Milseburg gehört in der naturräumlichen Haupteinheitengruppe Osthessisches Bergland (Nr. 35), in der Haupteinheit Vorder- und Kuppenrhön (353) und in der Untereinheit Kuppenrhön (353.2) zum Naturraum Milseburger Kuppenrhön (353.21). Die Landschaft leitet nach Westen zur Untereinheit Westliches Rhönvorland (353.1) und nach Südosten zum Naturraum Wasserkuppenrhön (354.10) über, der in der Haupteinheit Hohen Rhön (354) zur Untereinheit Zentrale Rhön (Hochrhön; 354.1) zählt.

## Geologie
Die markante Milseburg verdankt ihre Entstehung dem tertiärzeitlichen Vulkanismus im Gebiet der heutigen Rhön. Damals drang alkalisches Magma aus größerer Tiefe in Richtung der Erdoberfläche auf, die deutlich über der heutigen Geländeoberfläche lag. Das Magma blieb relativ dicht unter der damaligen Erdoberfläche in Schichten des Buntsandsteins stecken, kühlte dort ab und erstarrte zu einem Phonolithkörper. Durch Erosion wurde in den folgenden Jahrmillionen das darüberliegende und später auch das umliegende, weichere Triasgestein so tiefreichend abgetragen, dass der Phonolithkörper herauspräpariert wurde und heute als Milseburg die umliegende Landschaft um etwa 130 m überragt.
Das extreme Klima der Kaltzeiten des Pleistozäns führte zu einer ausgiebigen physikalischen Verwitterung des Phonolithkörpers, wodurch an dessen Hängen ausgedehnte Blockhalden entstanden.

## Schutzgebiete

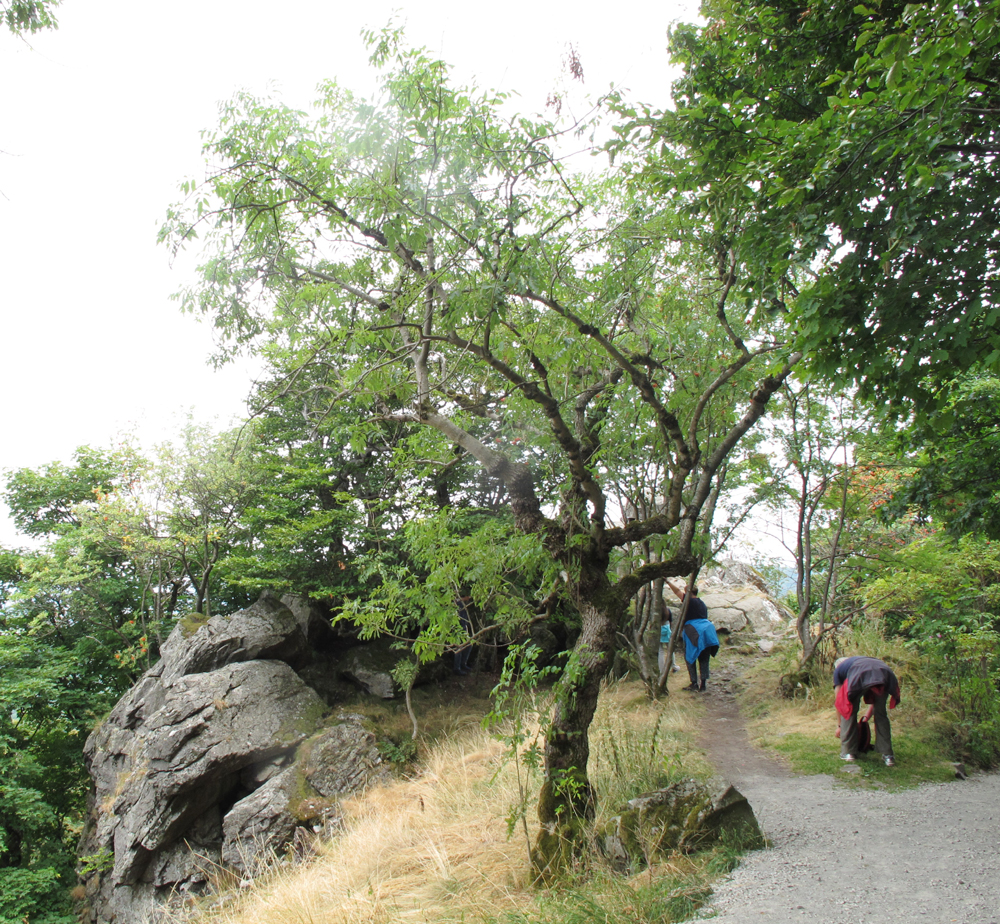
Wanderweg im Naturschutzgebiet Milseburg

Auf der Milseburg liegt das Naturschutzgebiet Milseburg (CDDA-Nr. 82165; 2001 ausgewiesen; 46,14 ha groß). Am 22. Dezember 2005 erwarb Hofbieber einen 26 ha großen Teil des Schutzgebiets von Johannes von und zu Guttenberg (Bad Neustadt/Saale); der Kaufpreis in Höhe von 200.000 € wurde durch das Land Hessen und Sponsoren (u. a. Rhönklub) aufgebracht. Dadurch ist freier Zugang weiterhin gesichert.
Auf dem Berg befinden sich Teile des Landschaftsschutzgebiets Hessische Rhön (CDDA-Nr. 378477; 1967; 410,1096 km²), des Fauna-Flora-Habitat-Gebiets Vorderrhön (FFH-Nr. 5325-305; 36,904 km²) und des Vogelschutzgebiets Hessische Rhön (VSG-Nr. 5425-401; 360,8013 km²).

## Geschichte

### Allgemein

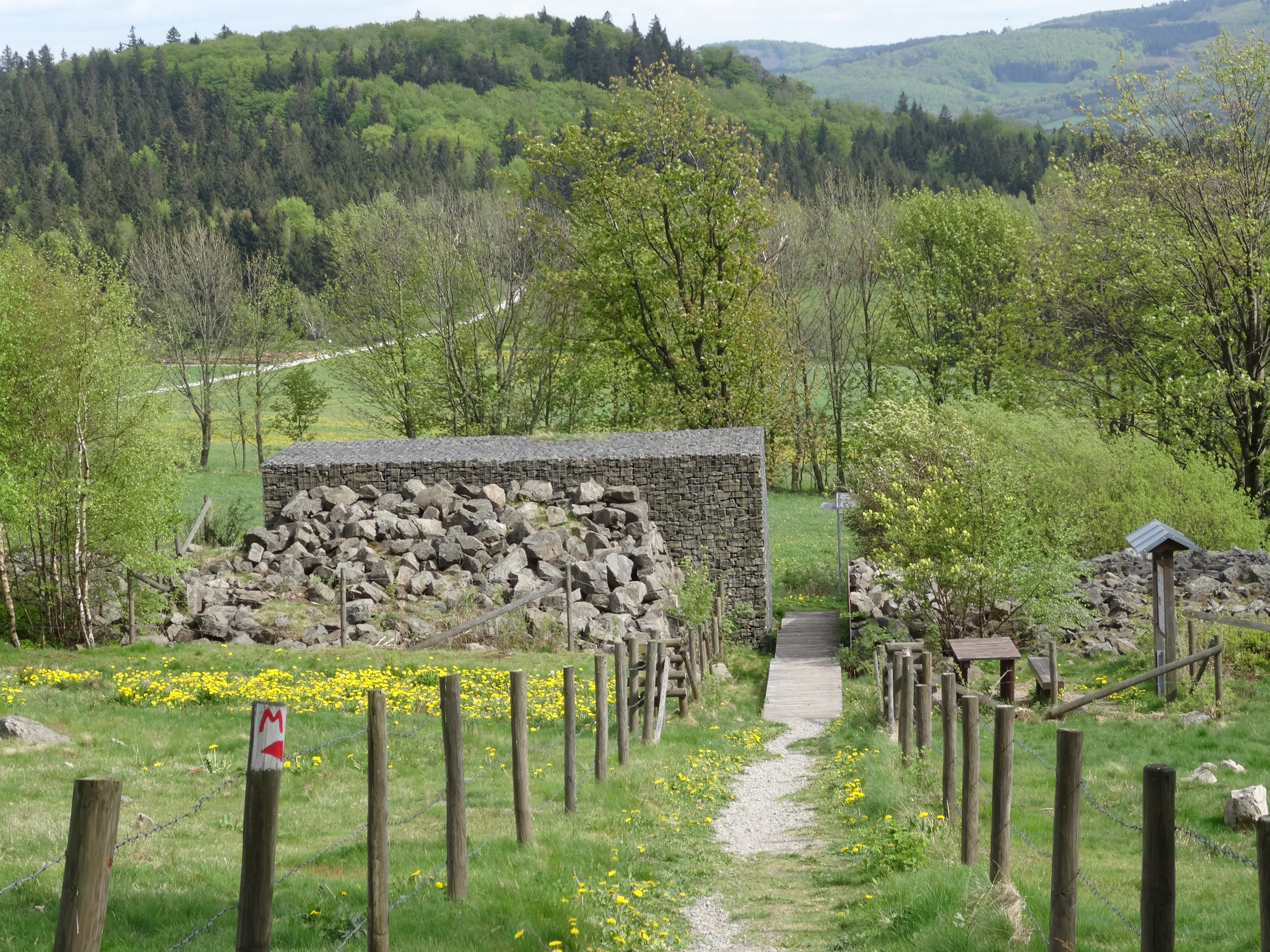
Rekonstruktion des Ringwalls der Siedlung Milseburg

Auf dem Nordwesthang des Berges liegen Reste der keltischen Siedlung Oppidum Milseburg. Auf dem dortigen Fußweg zum Berggipfel passiert man Reste des Ringwalls und mehrerer Annexwälle. In den Jahren 2003/2004 wurde ein umfangreiches archäologisches Erkundungsprojekt an der rund 2100 Jahre alten keltischen „Stadtmauer“ durchgeführt, die sich am südöstlichen Bergfuß befindet und stellenweise bis zu zwölf Meter breit ist. Es wurde eine möglichst originalgetreue Rekonstruktion errichtet, die auf Schautafeln erläutert ist.
Erstmals urkundlich erwähnt wurde der Berg in einer Urkunde Kaiser Ottos II. am 25. Juli 980. Hierin wurde die Milsiburg als Grenzort zwischen dem Bereich des Klosters Fulda und des zu Hünfeld gehörigen Gebietes erwähnt. Die älteste erhaltene Urkunde, die die Burg Milseburg explizit erwähnt, datiert 1119. Diese Burg befand sich auf dem der Milseburg nordwestlich vorgelagerten Liedenküppel, wie spärliche Überreste beweisen. Ihre Grundfläche war mit 21 × 24 m sehr klein. Man vermutet, dass sie spätestens im 13. Jahrhundert verlassen wurde und dann allmählich verfiel. Das fränkische Adelsgeschlecht derer von Milz taucht bereits in den frühen Urkunden der Abtei Fulda auf.

### Sage zur Entstehung des Bergs
Der Berg verdankt seinen Namen einer Sage über den „Riesen Mils“, der hier im Verbund mit dem Teufel sein Unwesen getrieben haben soll. Der Heilige Gangolf soll ihn schließlich bezwungen haben, worauf der „Riese Mils“ sich selbst umbrachte. Der Teufel bedeckte den Leichnam schließlich mit Steinen – das ist die heutige Milseburg.

## Kreuzigungsgruppe und Bauwerke
Auf der Milseburg befindet sich eine Kreuzigungsgruppe aus dem Jahre 1756, unterhalb davon eine kleine Wallfahrtskapelle zu Ehren des Heiligen Gangolf – die Gangolfskapelle. Eine steinerne Kanzel auf der Fläche neben der Kapelle lässt eine Predigt unter freiem Himmel zu. Direkt unterhalb der Kapelle stand eine 1883 bis 1884 vom Rhönklub errichtete Schutzhütte – die Milseburghütte. Sie gehörte seit 2018 der Gemeinde Hofbieber, wurde 2019 geschlossen und 2022 abgerissen. 2023 begannen Arbeiten für einen Neubau.

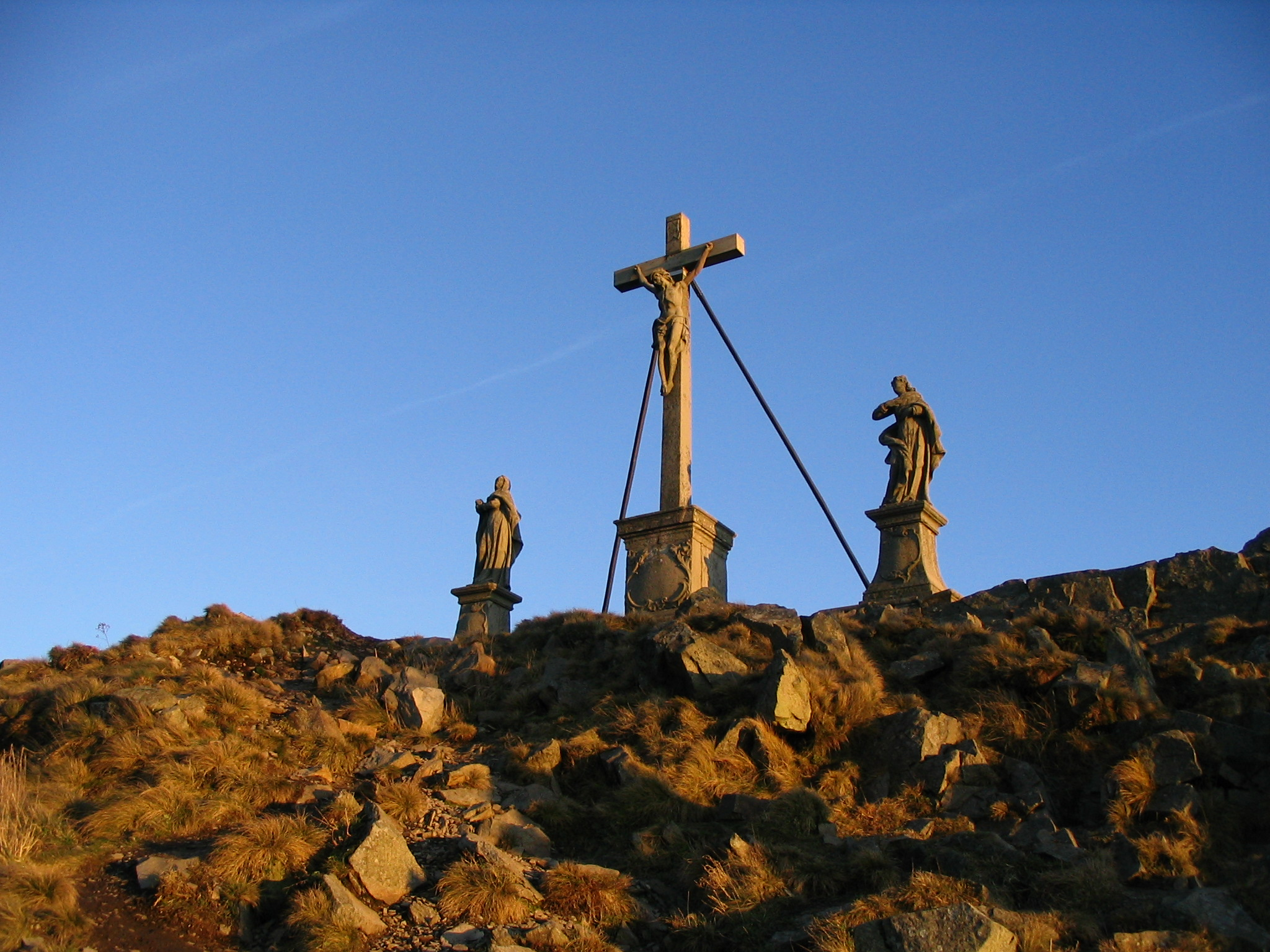
Kreuzigungsgruppe auf dem Gipfel
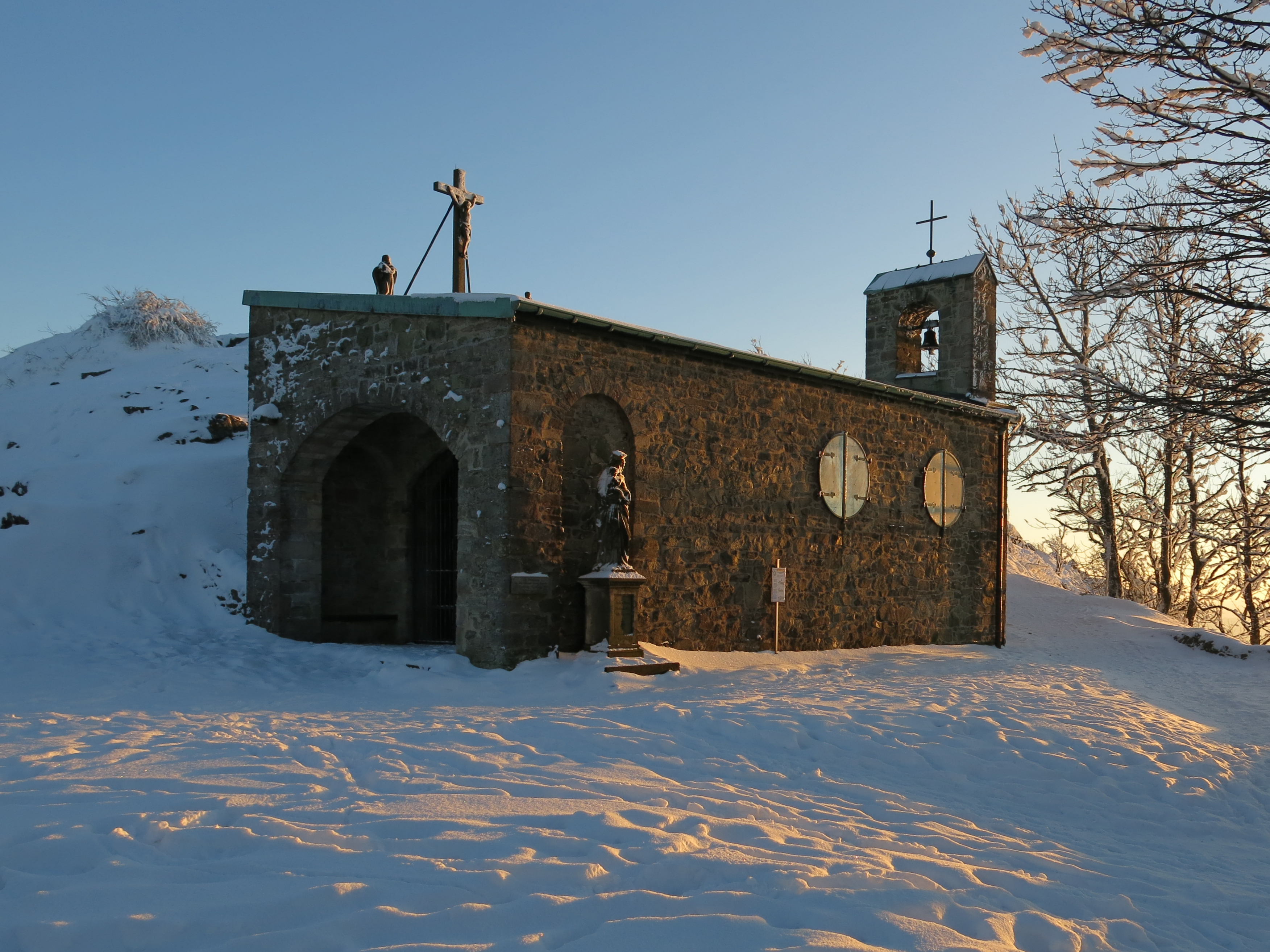
Gangolfskapelle auf der Milseburg
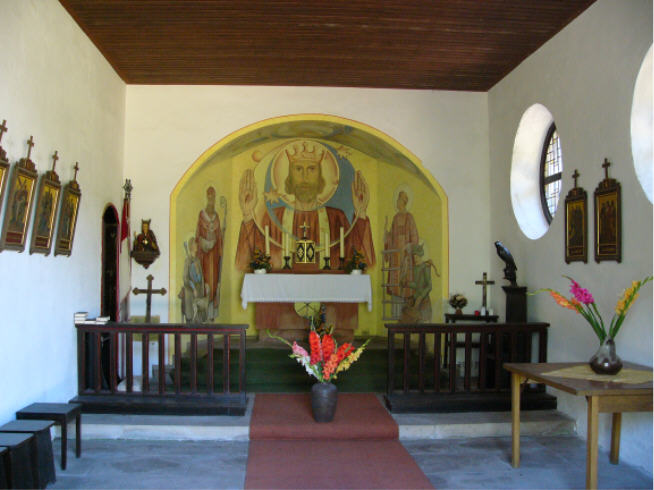
Innenraum der Gangolfskapelle
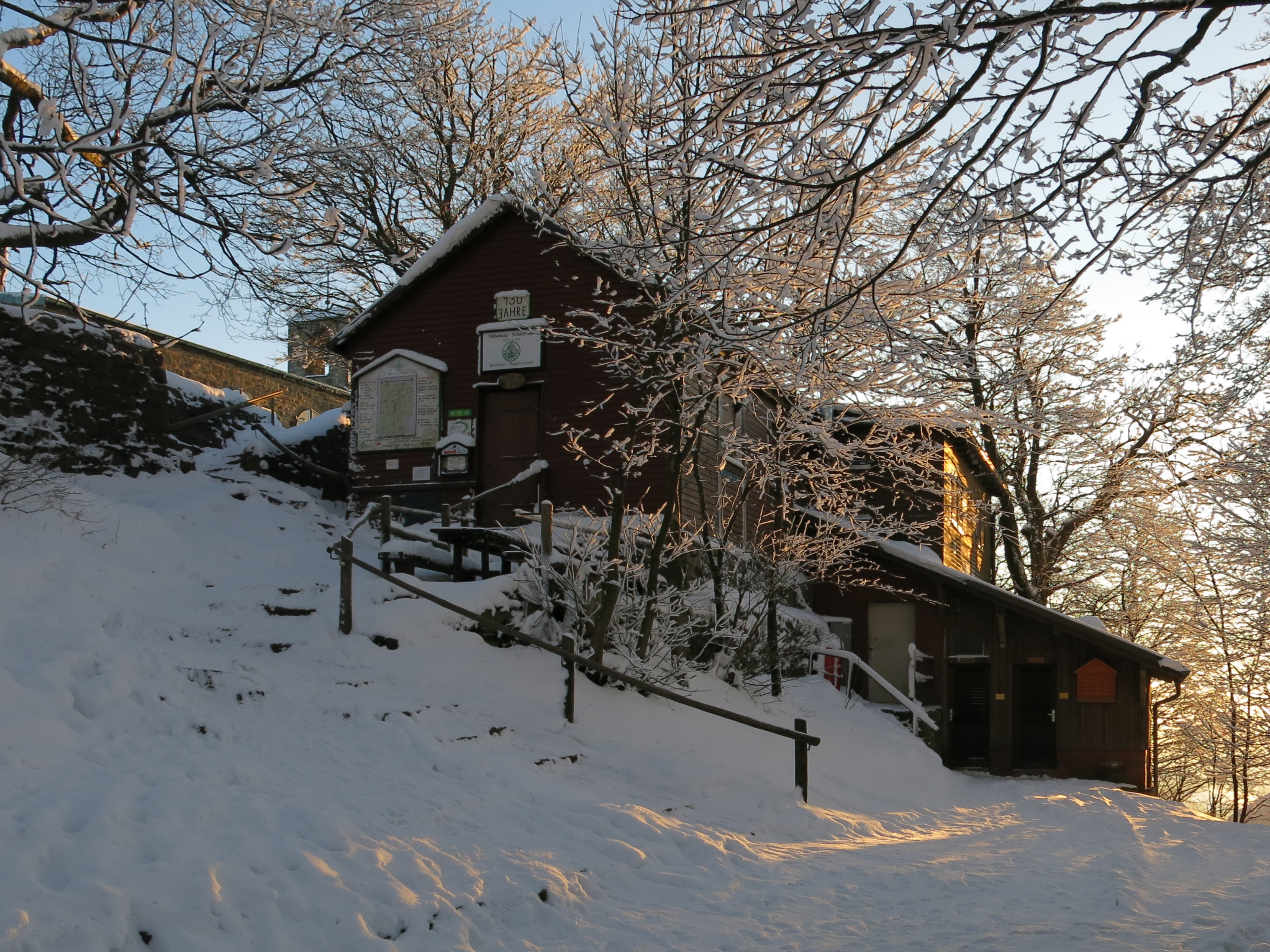
Milseburghütte 2016, im Hintergrund die Gangolfskapelle

## Verkehr, Wandern und Aussichtsmöglichkeiten
Nördlich der Milseburg verläuft zwischen Kleinsassen und Oberbernhards die Landesstraße 3379. Von ihr zweigt zwischen beiden Ortschaften die Kreisstraße 20 ab, die östlich des Berges als Stichstraße nach Danzwiesen führt. Knapp 2 km südöstlich verläuft jenseits des Budenbader Steins zwischen Mittelberg (Poppenhausen) und Dietges (Hilders) die Bundesstraße 458.
Die Milseburg ist von Fulda und Hilders mit dem Fahrrad auf dem Milseburgradweg zu erreichen, der auf der Trasse der ehemaligen Bahnstrecke Götzenhof–Wüstensachsen (Rhönbahn) verläuft. Die letzten 100 Höhenmeter zum Gipfel sind steil. Der an dieser Trasse befindliche Milseburgtunnel, der nördlich der benachbarten Oberbernhardser Höhe liegt, kann in der warmen Jahreszeit mit dem Fahrrad durchfahren werden. Auf dem Radweg und durch den Tunnel findet alljährlich der Tunnelrun statt, eine Volkslaufveranstaltung des Lauftreffs Petersberg, unterstützt von den Gemeinden Petersberg, Hofbieber und Hilders.
Über die nördlichen Hochlagen der Milseburg führt der Europäische Fernwanderweg E6. Der Berg ist auch über die sich dort kreuzenden Wanderwege Hochrhöner (Bad Kissingen–Bad Salzungen) und Milseburgweg (Fulda–Meiningen) erreichbar. Einen großen Teil zu seiner Erschließung trug der Rhönklub unter Justus Schneider bei; das nahe der Milseburghütte befindliche Justus-Schneider-Denkmal erinnert an den Klubinitiator.
Die Milseburg ist einer der bekanntesten Berge über die Rhön hinaus und daher ein beliebtes Ausflugsziel. Ihre mancherorts kahlen, leicht erreichbaren und dennoch exponierten Gipfelfelsen bieten gute Aussichtsmöglichkeiten. Der Blick fällt unter anderem über die Kuppenrhön und zur Wasserkuppe. Bei sehr guter Fernsicht reicht der Blick nach Westen bis zum Großen Feldberg im Taunus (108 km) und nach Norden sehr selten bis zum Brocken im Harz (148 km).

## Rezeption
Wilhelm von Humboldt beschrieb die Erhebung der Milseburg als „schönste Deutschlands“.

## Galerie

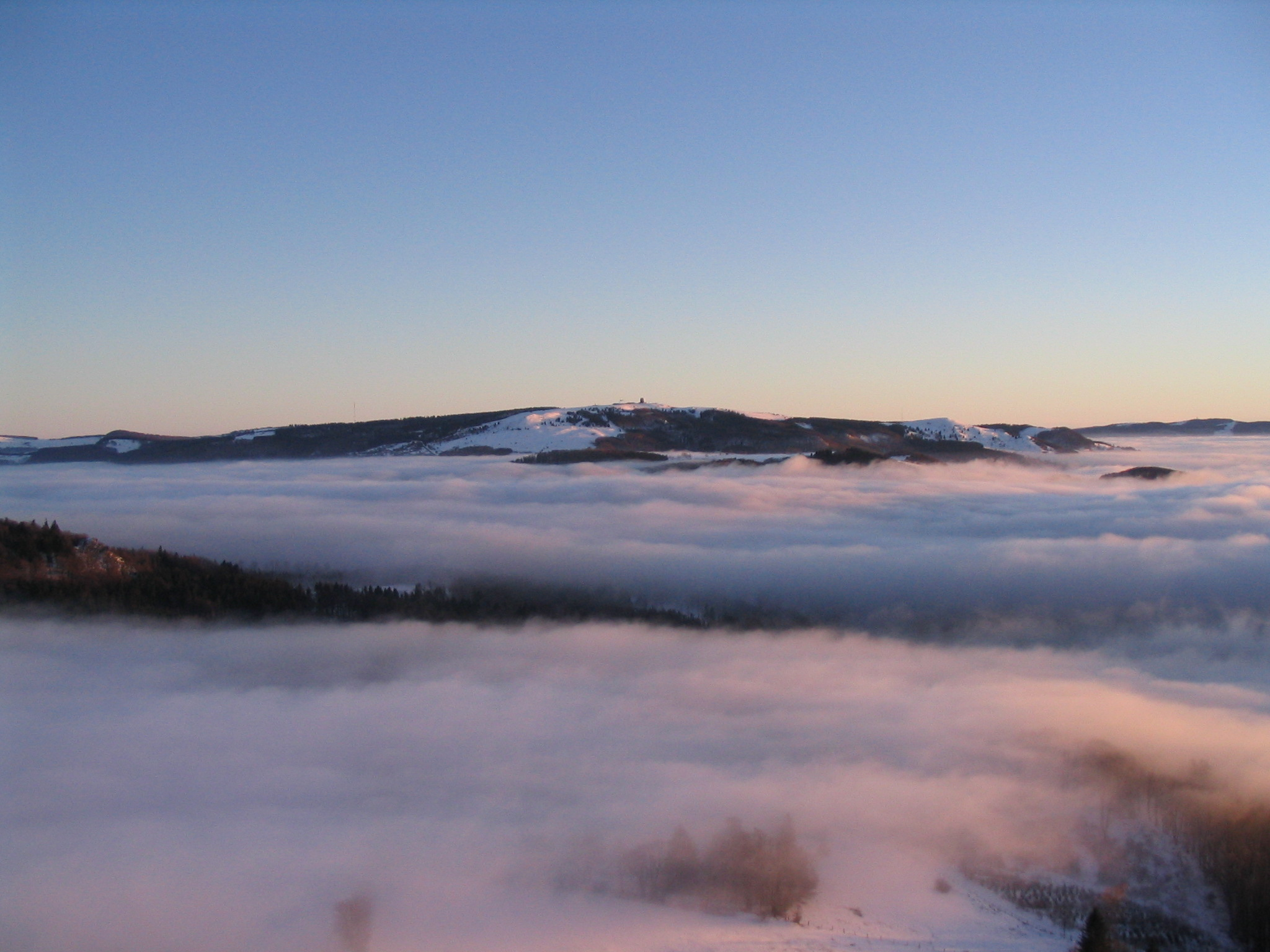
Blick von der Milseburg zur Wasserkuppe
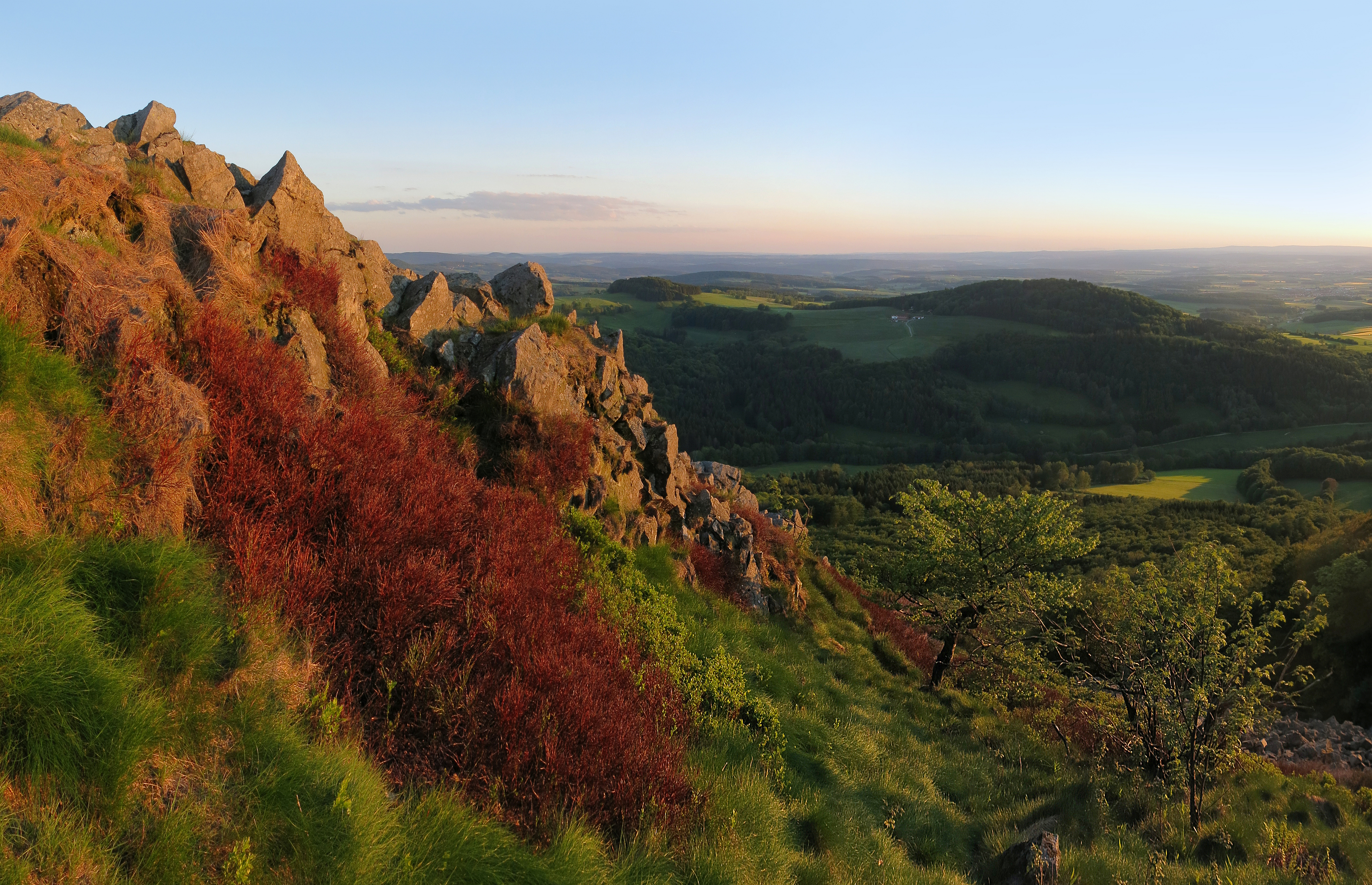
Felsriegel im Gipfelbereich mit Blick nach Westen, rechts der Stellberg
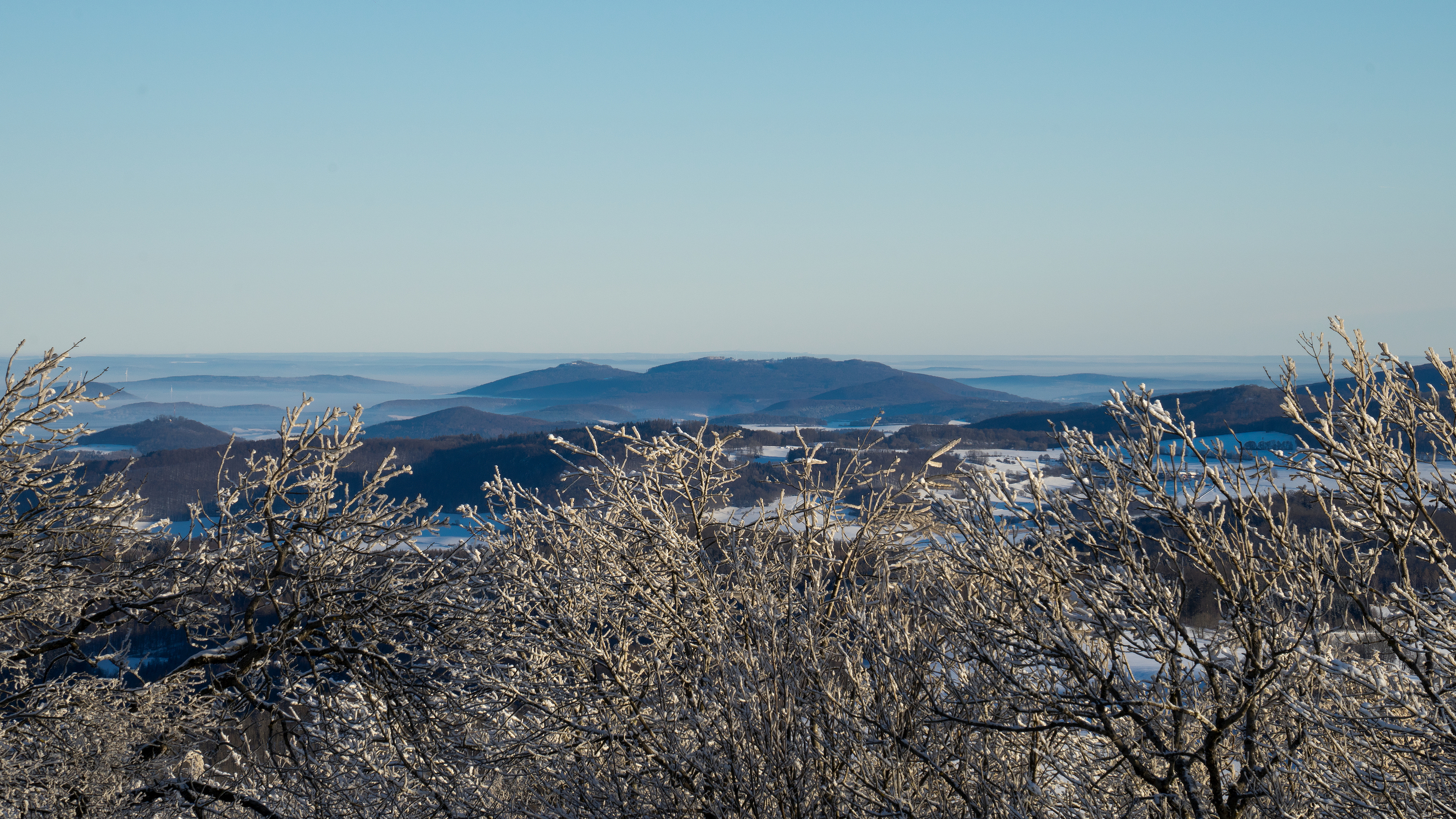
Seltene Fernsicht nach Norden bis zum Brocken in 148 km Entfernung
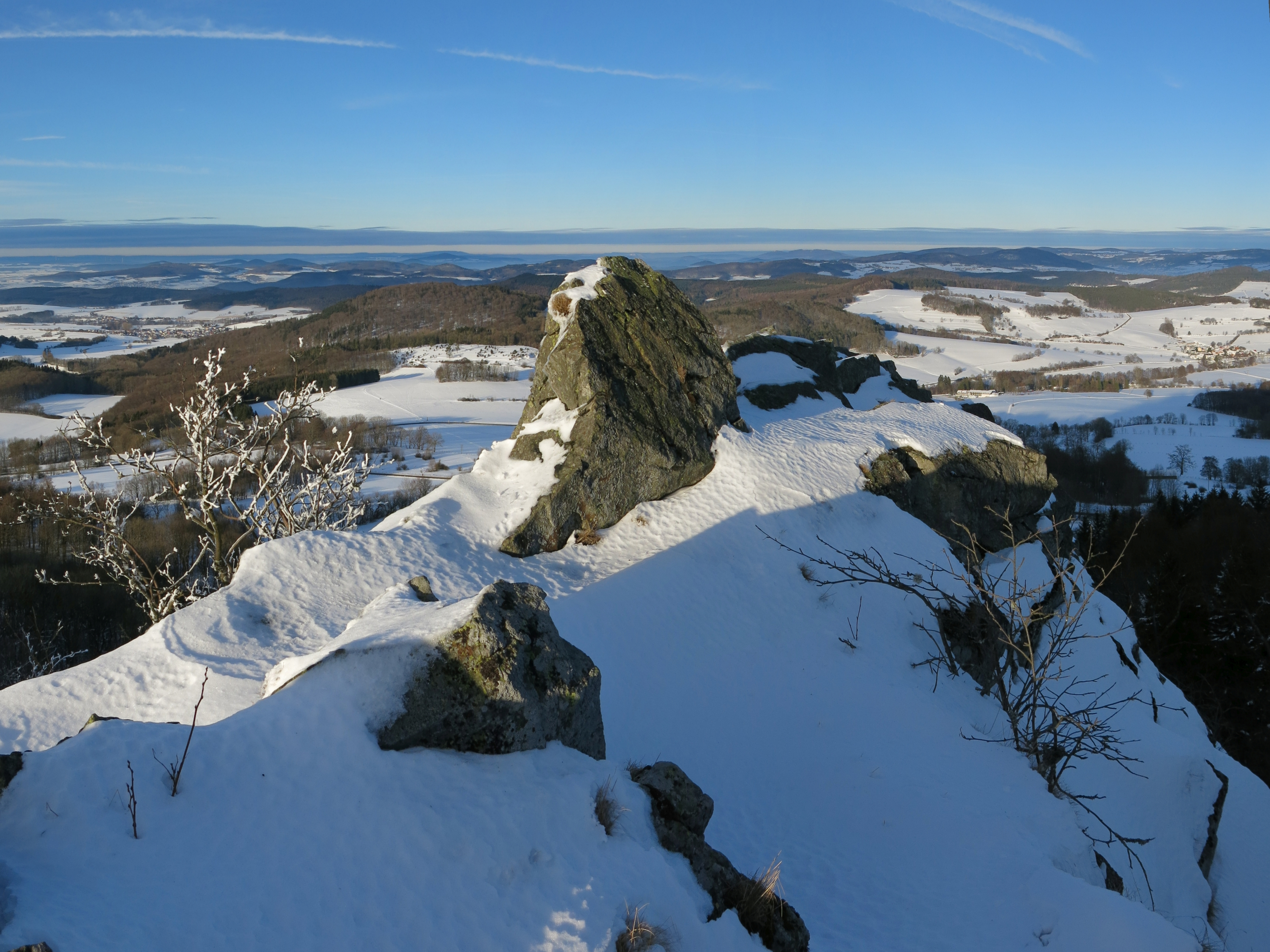
Phonolithfelsen an der Nordseite
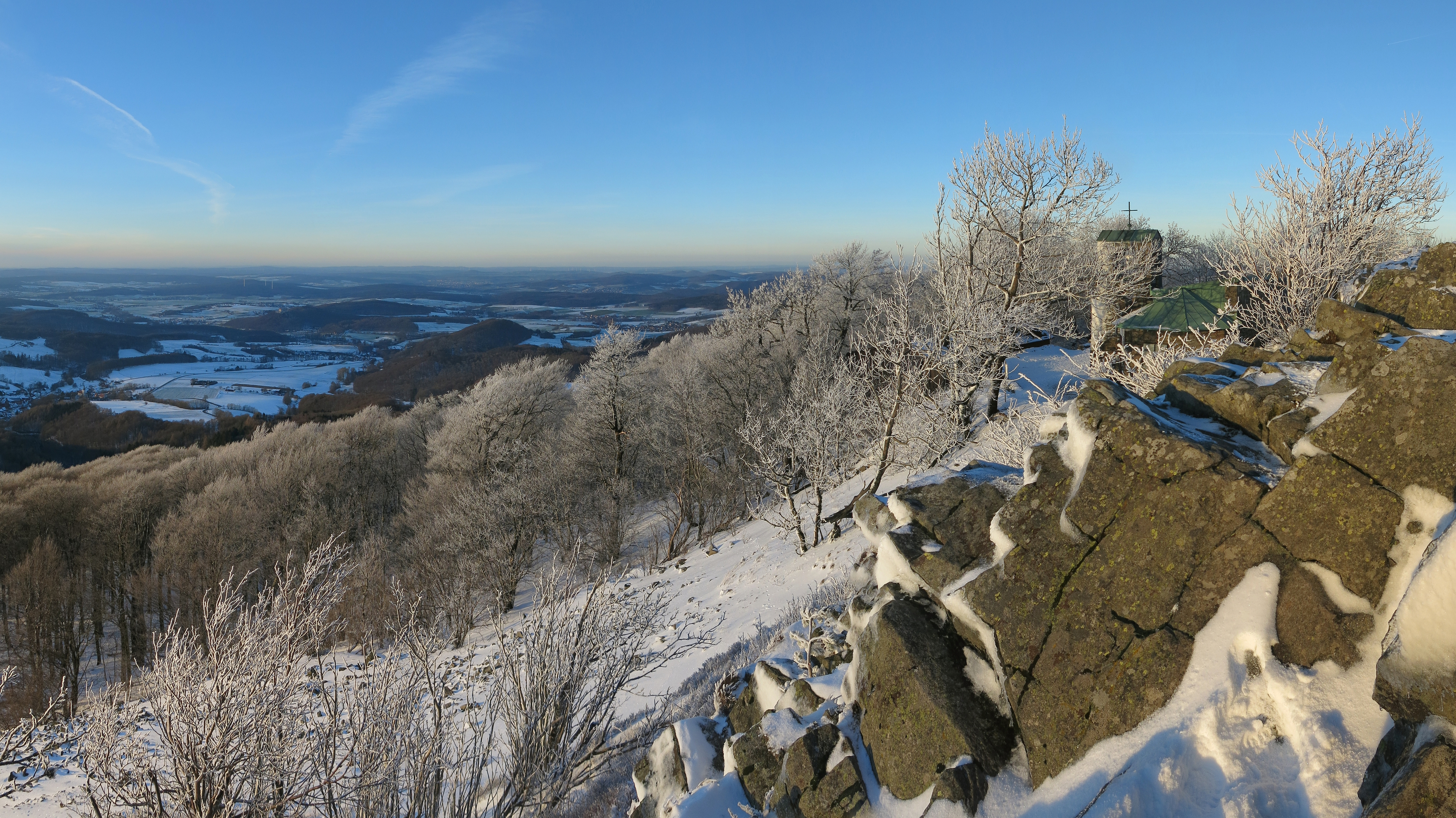
Winterlicher Blick an der Westseite des Gipfels entlang nach Norden
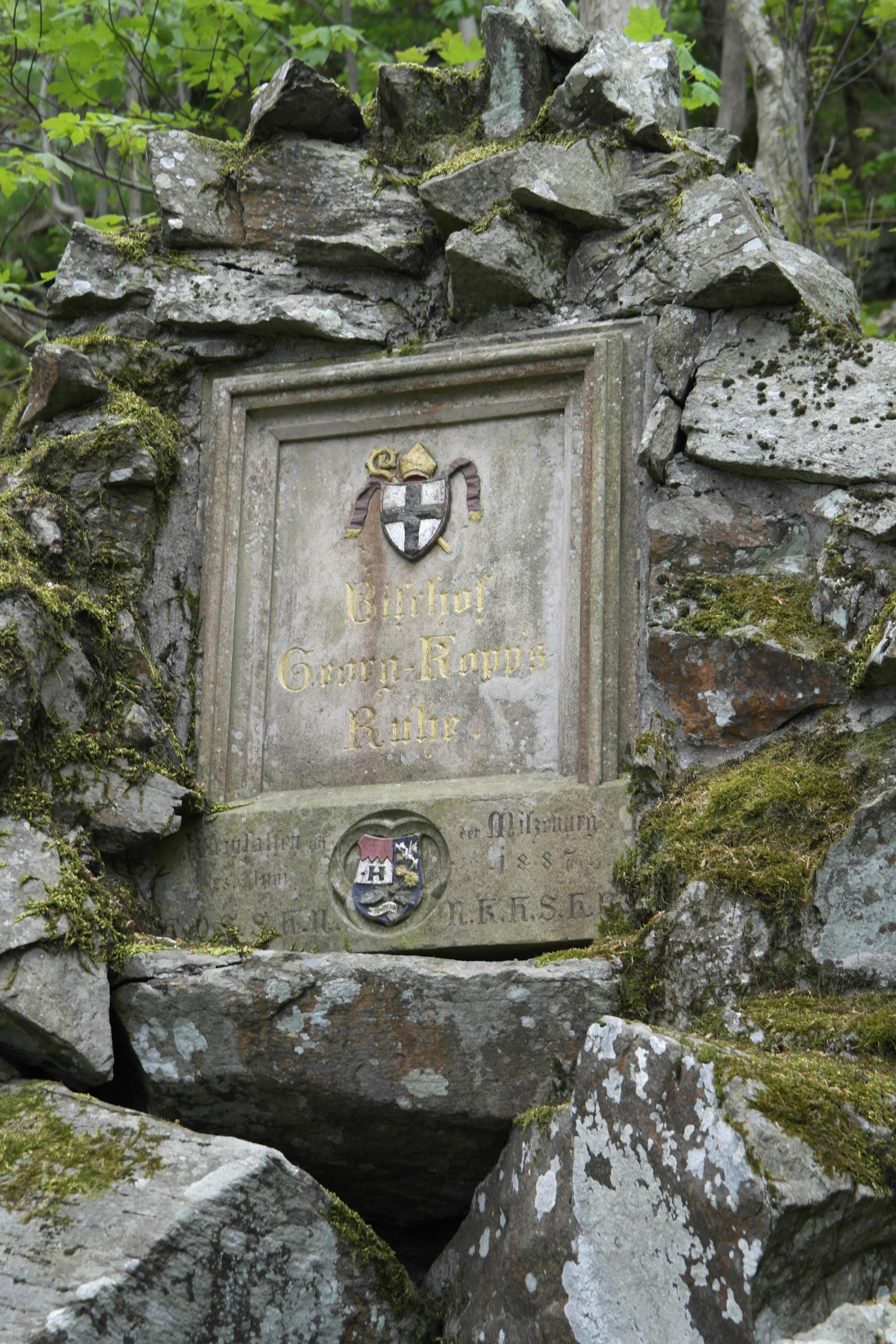
Denkmal für den Fuldaer Bischof Georg von Kopp am Fuß der Milseburg
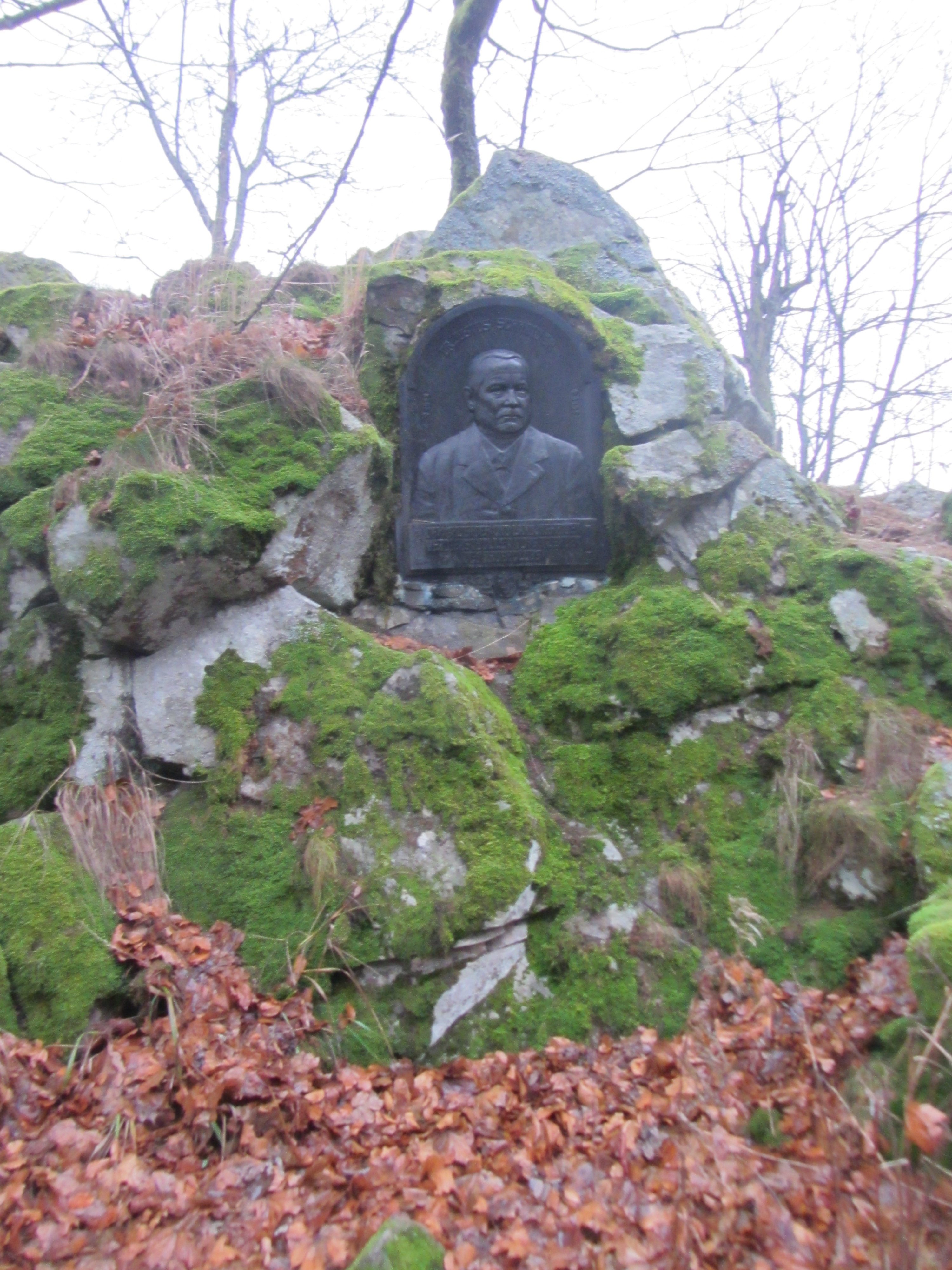
Justus-Schneider-Denkmal nahe der Milseburghütte
Panorama vom Gipfel der Milseburg